# Prevent DEV
Die Prevent DEV GmbH ist ein deutscher Automobilzulieferer mit Sitz in Wolfsburg. Er gehört zur Prevent-Gruppe des bosnischen Unternehmers Nijaz Hastor, dem auch Prevent BH gehört.

## Jüngere Geschichte
Aufgrund eines juristischen Streits mit der Volkswagen AG stellten die beiden Tochterunternehmen Car Trim und ES Automobilguss im August 2016 ihre Lieferungen von Sitzbezügen bzw. Getriebeteilen an VW ein und verursachten damit die Stilllegung der Produktion einiger Modellreihen bei dem Autohersteller. Nach langen Verhandlungen und Intervention der Politik wurde der Streit beigelegt und eine langfristige Partnerschaft vereinbart.
Beim Landgericht Braunschweig ist auch eine Millionenklage von Prevent gegen Daimler anhängig, weil Daimler 2013 Aufträge für Prevent gekündigt hatte.
Im Januar 2018 übernahm Prevent den saarländischen Automobil-Zulieferer Halberg-Guss, der dann Ende 2018 nach einem längeren Arbeitskampf wieder verkauft wurde.